# Cochylidia
Cochylidia is een geslacht van vlinders van de familie bladrollers (Tortricidae).

## Soorten
- C. altivaga Diakonoff, 1976
- C. contumescens (Meyrick, 1931)
- C. heydeniana (Herrich-Schäffer, 1851)
- C. implicitana

Kamillebladroller (Wocke, 1856)
- C. moguntiana (Rossler, 1864)
- C. olindiana (Snellen, 1883)
- C. pudorana Staudinger, 1859
- C. richteriana

Zwarthoekbladroller (Fischer v. Roslerstamm, 1837)
- C. rupicola

Veelkleurige bladroller (Curtis, 1834)
- C. subroseana (Haworth, 1811)